# مارلو أكينو
مارلو أكينو (بالتاغالوغية: Marlou Aquino) مواليد 7 أكتوبر 1972 في بانغاسينان، الفلبين، هو لاعب كرة سلة فلبيني معتزل. بدأ مسيرته الاحترافية في سنة 1996. حمل الرقم 13. يبلغ طوله 6 قدم 9 بوصة (2.1 م). مثّل منتخب بلاده. حقق المركز الثالث في دورة الألعاب الآسيوية 1998. اعتزل اللعب في 2011.

## سجل المنافسة
شارك في المنافسات التالية:
- دورة الألعاب الآسيوية 1994
- دورة الألعاب الآسيوية 1998

## الميداليات
| الميدالية | المسابقة                   |
| --------- | -------------------------- |
| برونزية   | دورة الألعاب الآسيوية 1998 |